# Imposex
Der Ausdruck Imposex beschreibt ein Phänomen, welches bei Seeschnecken als Folge der Schadstoffansammlung in Meeren auftritt.
Dabei entwickeln sich Geschlechtsorgane, die gegensätzlich zu ihrem eigentlichen Geschlecht sind.
Im Unterschied zu Intersex-Individuen, die nicht eindeutig einem Geschlecht zuzuordnen sind, weil sie Genitalien beider Geschlechter aufweisen, sehen Imposex-Individuen etwa eindeutig männlich aus, obwohl sie weiblichen Geschlechts sind. So wurden Penisse bei weiblichen Seeschnecken (Wellhornschnecke, Stachelschnecken) festgestellt. Die Schnecken können deshalb keine Eier mehr legen, so dass die Populationen an der deutschen und niederländischen Nordseeküste zusammengebrochen sind.
Bisher wurde Tributylzinn-Verbindungen (TBT) als Verursacher dieses Phänomens nachgewiesen. Wegen des Eingreifens dieser Umweltchemikalie in den Hormonhaushalt ist sie ein so genannter endokriner Disruptor.